# Éminence médiane

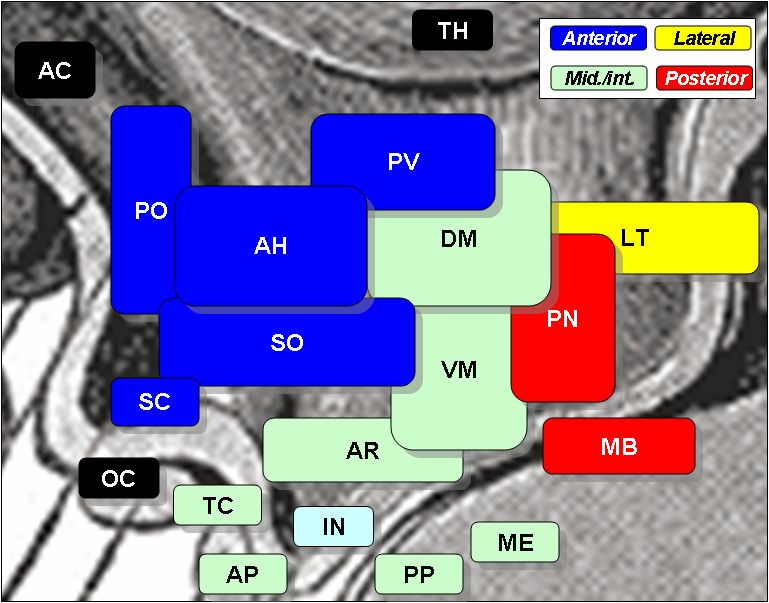
Noyaux de l'hypothalamus

L'éminence médiane se trouve à la base de l'hypothalamus dans le cerveau humain. À la partie inférieure du troisième ventricule cérébral, les parois de l'hypothalamus fusionnent pour former l'éminence médiane, qui forme un petit renflement sur le tuber cinereum postérieur à l'infundibulum au sommet de la tige pituitaire. Elle se situe dans la région approximativement délimitée sur sa région postérolatérale par les pédoncules cérébraux, et sur sa région antérolatérale par le chiasma optique. Elle est vascularisée par le réseau hypothalamo-tubéro-antéhypophysaire (B). 
L'éminence médiane est l'une des sept zones du cerveau dépourvue de barrière hémato-encéphalique. Elle est parfois considérée comme l'un des organes circumventriculaires.

## Physiologie
L'éminence médiane est une partie de l'hypothalamus d'où les hormones régulatrices sont libérées. Elle est d'une grande importance physiologique, car elle fait partie intégrante du système porte hypothalamo-hypophysaire, qui relie l'hypothalamus à l'hypophyse. La pars nervosa (partie de la neurohypophyse) est continue avec l'éminence médiane de l'hypothalamus par l'intermédiaire de la tige pituitaire. Les neurones parvocellulaires de l'hypothalamus se terminent dans l'éminence médiane de l'hypothalamus. Pour être précis, c'est dans l'éminence médiane que les sécrétions de l'hypothalamus (hormones régulatrices libératrices et inhibitrices, dites « hormones hypophysiotropes ») se rassemblent avant d'entrer dans le système porte. Ces hormones hypophysiotropes comprennent : le CRF (facteur de libération de la corticotropine), la GnRH (hormone libérant la gonadotrophine), la TRH (hormone libérant la thyrotropine), la GHRH (hormone libérant l'hormone de croissance) et la DA (dopamine). Ces hormones hypophysiotropes stimulent ou inhibent la libération d'hormones par l'hypophyse antérieure.